# David Zurdo Saiz
David Zurdo Saíz, né en 1971, est un journaliste, essayiste, producteur d'émission de télévision et théoricien du complot espagnol. 

## Biographie
Il écrit dans la revue Más Allá de la Ciencia. Il est auteur et coauteur de plusieurs essais.

## Thèmes
Parmi ses thèmes abordés figure la vie secrète du Général Franco, qu'il décrit comme un homme plus proche de l'ésotérisme que du national-catholicisme officiel dans son essai La vida secreta de Franco publié en 2005 rejoignant en cela l'essayiste Jose Lesta.

## Œuvres
- Hada de Noche
- Avec Ángel Gutiérrez Tapia, La señal, 2008
- Avec Ángel Gutiérrez Tapia, 616. todo es infierno, 2007
- Avec Ángel Gutiérrez Tapia, La vida secreta de Franco, 2005
- Avec Ángel Gutiérrez Tapia, El último último secreto de Da Vinci,  Robin Book, 2004.
- Avec Ángel Gutiérrez Tapia, Comercio electrónico y privacidad en Internet, 2003
- Avec Ángel Gutiérrez Tapia, El legado de Jesús. El diario secreto de Da Vinci,  Robin Book, 2003.
- Avec Ángel Gutiérrez Tapia, El Gran Libro de Los Licores de España, Bon Vivant, 2004.
- Código B. Los Mensajes Ocultos Que Nos Esconde la Biblia, Edaf, 2004.
- Punto en Blanco, 2003